# سیارک ۲۳۷۲۲
سیارک ۲۳۷۲۲ (به انگلیسی: 23722 Gulak، نامگذاری:1998HD32) بیست و سه هزار و هفتصد و بیست و دومین سیارک کشف شده‌است که در ۲۰ آوریل ۱۹۹۸ کشف شد.
قدر مطلق سیارک برابر ۱۲.۳ است.